# 요코사와촌 (아키타현)
요코사와촌(横沢村)은 아키타현 센보쿠군에 있던 촌이다. 현재의 다이센시 남동부, 가와구치강 연안에 해당한다

## 역사
- 1889년 4월 1일 - 정촌제 시행에 의해 5촌의 구역으로 성립하였다.
- 1955년 3월 31일 - 나가시다촌과 합병해 오타촌이 성립해, 동일 요코사와촌이 폐지되었다.
- 1969년 4월 1일 - 오타촌이 정으로 승격해 오타정이 되었다.
- 2005년 3월 22일 - 오타정이 오마가리시, 가미오카 정·니시센보쿠 정·나카센 정·교와 정·난가이 촌·센보쿠 정·오타 정과 합병해 다이센시가 성립하였다.